# USS Mississippi (BB-41)
USS Mississippi (BB-41) (рус. «Миссисипи») — американский линкор типа «Нью-Мексико». Назван в честь штата Миссисипи. Спущен на воду 25 января 1917 и в Первой мировой войне не участвовал. Во время Второй мировой войны участвовал в боях с японцами на Тихом океане. Получил 8 звёзд.
После войны был оставлен в составе ВМС США, как испытательный корабль. Был списан 17 сентября 1956 года на металлолом.

## Служба
Линкор был заложен 5 апреля 1915 года на верфи в Ньюпорт-Ньюс, штат Вирджиния компанией Northrop Grumman Corporation. Спущен на воду 25 января 1917. Вступил в строй 18 декабря 1917.

«Миссисипи» в 1927 году.

После спуска на воду, «Миссисипи» 22 марта 1918 отправляется в Гуанканабо, Куба для испытаний и обучения экипажа. Через месяц линкор двинулся к Хэмптон-Роудс англ. Hampton Roads и курсировал между Бостоном и Нью-Йорком до начала зимних манёвров 31 января 1919 года. 19 июля линкор покинул Атлантическое побережье и уплыл на западное. Прибыв в новое место дислокации — Сан-Педро, судно патрулировало западное побережье США ближайшие 4 года.
Во время учебных артиллерийских стрельб 12 июня 1924 недалеко от Сан-Педро, 48 человек из экипажа линкора задохнулись в результате взрыва артиллерийской башни № 2. 15 апреля 1925 году судно вышло из Сан-Франциско для военных учений недалеко от Гавайских островов, а затем отправилось в Австралию. 26 сентября линкор вернулся на западное побережье и патрулировал его следующие 4 года. В этот период он часто ходил в район Карибского бассейна для тренировки экипажа.
«Миссисипи» 30 марта 1931 отправился на верфь Норфолк для модернизации и капитального ремонта. 24 октября 1934 линкор вернулся в Сан-Педро, пройдя через Панамский канал. В течение следующих 7 лет он действовал возле западного побережья.
Вернувшись в Норфолк 16 июня 1941, линкор был подготовлен для патрулирования вод Северной Атлантики. 28 сентября 1941 он отправился в Исландию, где пробыл пару месяцев.
22 января 1942 линкор прибыл в Сан-Франциско, где провёл следующие 7 месяцев. 6 декабря, после военных учений возле Гавай, корабль был отправлен к Фиджи, откуда вернулся в Пёрл-Харбор 2 марта 1943 года. 10 мая «Миссисипи» вышел из Пёрл-Харбора, чтобы участвовать в операции возле Алеутских островов. 22 июля линкор участвовал в обстреле острова Кыска. После капитального ремонта в Сан-Франциско он 19 октября принял участие во вторжении на острова Гилберта. При обстреле острова Макин 20 ноября одна из башен взорвалась, убив 43 человека.
31 января 1944 г. линкор принял участие в кампании на Маршалловых островах. 15 марта корабль обстреливал острова Новой Ирландии. После этого корабль был отправлен для капитального ремонта в Пьюджет-Саунд.

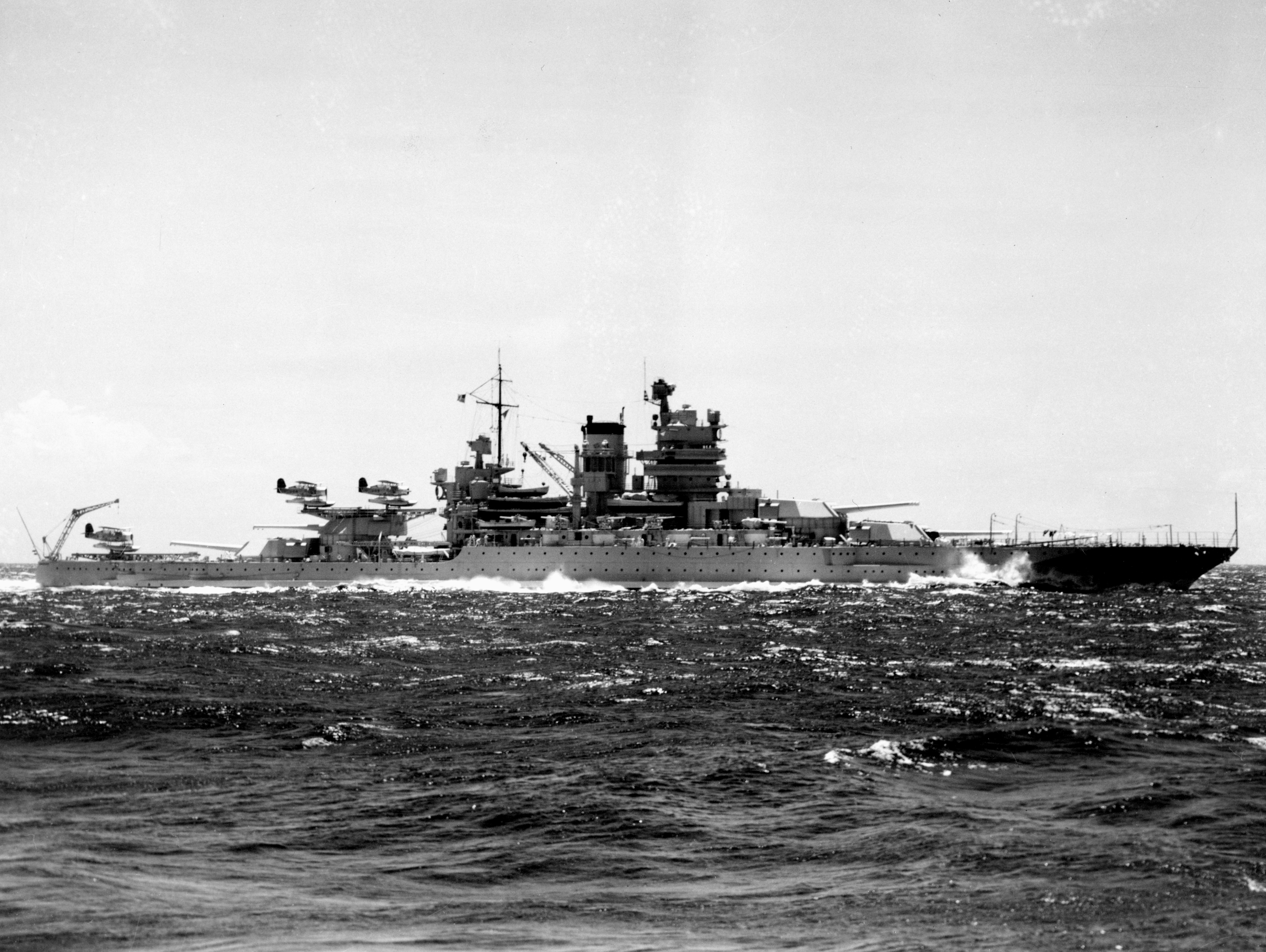
«Миссисипи» в море в конце 1930 года.

Вернувшись в зону боевых действий, «Миссисипи» помогал в высадке на Пелелиу американских войск 12 сентября. После этого он направился к Ману, где и оставался до 12 октября. Линкор участвовал в высадке на Филиппины и обстреле побережья Лейте 19 октября.
«Миссисипи» оказывал поддержку американских войск в заливе Лейте до 16 ноября. После этого он 28 декабря зашёл в порт Сан-Педро-Бэй, чтобы подготовиться к высадке на Лусон. 6 мая, после ремонта, линкор приплыл к Окинаве, чтобы оказать поддержку американским войскам. 5 июня камикадзе врезался в правый борт «Миссисипи», но корабль продолжал оказывать поддержку войск на Окинаве до 16 июня.
После объявления капитуляции Японии «Миссисипи» направился к острову Хонсю в качестве поддержки оккупационных сил. 27 августа линкор стал на якорь в Токийском заливе и был свидетелем подписания капитуляционных документов. 6 сентября линкор был отправлен в США. «Миссисипи» прибыл в Норфолк 27 ноября, где он был переоборудован 15 февраля 1946 года в AG-128. В качестве испытательного корабля линкор служил в составе ВМС следующие 10 лет, испытывая новые виды оружия.
«Миссисипи» был списан в Норфолке 17 сентября 1956 года, где был продан компании Бэслехэм Стил (англ. Bethlehem Steel Co) 28 ноября того же года.